# Torneo Interbritannico 1959
Il Torneo Interbritannico 1959 fu la sessantaquattresima edizione del torneo di calcio conteso tra le Home Nations dell'arcipelago britannico. Il torneo fu vinto congiuntamente dall'Inghilterra e dall'Irlanda del Nord.

## Risultati
| Data             | Luogo      | Squadra 1        | Risultato | Squadra 2        |
| ---------------- | ---------- | ---------------- | --------- | ---------------- |
| 4 ottobre 1958   | Belfast    | Irlanda del Nord | 3 - 3     | Inghilterra      |
| 18 ottobre 1958  | Cardiff    | Galles           | 0 - 3     | Scozia           |
| 5 novembre 1958  | Glasgow    | Scozia           | 2 - 2     | Irlanda del Nord |
| 26 novembre 1958 | Birmingham | Inghilterra      | 2 - 2     | Galles           |
| 22 aprile 1959   | Wrexham    | Galles           | 1 - 4     | Irlanda del Nord |
| 11 aprile 1959   | Londra     | Inghilterra      | 1 - 0     | Scozia           |

## Classifica
| Pos | Squadra          | Pti | G | V | N | P | GF | GS |
| --- | ---------------- | --- | - | - | - | - | -- | -- |
| 1   | Irlanda del Nord | 4   | 3 | 1 | 2 | 0 | 9  | 6  |
| 1   | Inghilterra      | 4   | 3 | 1 | 2 | 0 | 6  | 5  |
| 3   | Scozia           | 3   | 3 | 1 | 1 | 1 | 5  | 3  |
| 4   | Galles           | 1   | 3 | 0 | 1 | 2 | 3  | 9  |